# 一色頼行
一色 頼行（いっしき よりゆき）は、鎌倉時代末期から南北朝時代にかけての武将。足利氏の家臣。一色氏2代当主。室町幕府関東廂結番四番人。
建武の新政から離反し、九州落ちした足利尊氏に従う。
延元元年（1336年）、南郷城を占拠していたが、恵良惟澄によって部下の代官・三村氏を討ち取られる。
延元二年（1337年）、山崎原で膠着。同年4月19日、九州探題となった異母弟・一色範氏と共に肥後国に兵を進めるが、待ち受けていた南朝方の阿蘇惟澄と菊池武重の軍勢に犬塚原の合戦で、橘薩摩弥八、喜息惟長らとともに討死。
子に行義がいたが、弟・範氏が跡を継いで3代当主になった。範氏の母が今川国氏の娘であることから、もともと頼行は庶子扱いされていたようであり、範氏の家系を嫡流とみなしていたものと思われる。